# فرانسوا فان كوك
فرانسوا فـان كوك (بالإنجليزية: Francois Van Coke)‏ هو عازف قيثارة ومغني جنوب أفريقي، ولد في 18 سبتمبر 1980 في Brakpan ‏ في جنوب أفريقيا.

## وصلات خارجية
- الموقع الرسمي
- فرانسوا فـان كوك على موقع ميوزك برينز (الإنجليزية)
- فرانسوا فـان كوك على موقع أول ميوزيك (الإنجليزية)
- فرانسوا فـان كوك على موقع ديسكوغز (الإنجليزية)
- فرانسوا فـان كوك على موقع ديسكوغز (الإنجليزية)